# Czarny Ostrów (obwód chmielnicki)
Czarny Ostrów (ukr. Чорний Острів) – osiedle typu miejskiego w rejonie chmielnickim obwodu chmielnickiego Ukrainy.
Położony jest nad rzeką Boh, 2 km od stacji kolejowej Czarny Ostrów, 20 kilometrów od Chmielnickiego. W 2001 r. liczył 924 mieszkańców.

## Historia
Miejscowość założono w 1366 roku, prawa miejskie przyznano w 1556 roku. W Zasadkach pobliżu miejscowości, 20 lipca 1657 roku armia polsko-litewska zadała klęskę wojskom siedmiogrodzkim.
Pod rozbiorami siedziba gminy Czarny Ostrów w powiecie płoskirowskim guberni podolskiej.
Podczas okupacji niemieckiej, w lipcu 1941 roku Niemcy utworzyli getto dla żydowskich mieszkańców. Przebywało w nim około 1000 osób. 12 września 1942 roku Niemcy zlikwidowali getto, a Żydów zamordowali. 
Status osiedla typu miejskiego Czarny Ostrów otrzymał w 1957 roku.
Z Czarnego Ostrowa pochodzi Konstanty Dąbrowski, polski ekonomista i polityk, minister skarbu.

## Zabytki
- pałac Michała Przeździeckiego postawiony na miejscu zamku Wiśniowieckich; urodził się w nim Aleksander Narcyz Przezdziecki[5].